# Carlo D'Angelo
Carlo D'Angelo (Milano, 2 febbraio 1919 – Bologna, 9 giugno 1973) è stato un attore e doppiatore italiano.

## Biografia

Carlo D'Angelo, Lya Curci, Pina Cei, Sergio Tofano, Anna Rosa Garatti e Angelo Calabrese negli studi di Radio Rai nel 1956

Figlio del napoletano Aniello e della fiorentina Ada Baccei, a nove anni fa parte del complesso delle voci bianche della Scala e, dopo aver frequentato la facoltà di legge all'Università di Milano, inizia la carriera artistica alla radio (1941), giungendo al titolo di capo del Servizio Annunciatori e insegnante di dizione. Di gradevole aspetto, alto, magro, elegante e misurato, dopo una certa attività nel settore del doppiaggio, nel 1947 esordisce al Piccolo Teatro di Milano prendendo parte a due spettacoli diretti da Strehler, L'albergo dei poveri di Gor'kij e Il mago dei prodigi di Calderón de la Barca. L'anno successivo affronta, sempre con Strehler ma sempre in piccoli ruoli, il repertorio shakespeariano fra cui Riccardo II e La tempesta, cui fa seguito una memorabile edizione, effettuata a San Miniato, del poema di Eliot Assassinio nella cattedrale con Gianni Santuccio. Nel 1949, sempre al Piccolo di Milano, prende parte a La famiglia Antrobus di Wilder e La bisbetica domata di Shakespeare fino a Sofonisba di Trissino (1950), presentato al Teatro Olimpico di Vicenza nel ciclo degli spettacoli classici. Negli anni successivi riesce ad affrancarsi dai ruoli modesti, divenendo primo attore al Teatro Duse di Genova, e partecipando per due stagioni agli spettacoli del Teatro Nazionale diretto da Guido Salvini.
Nel 1945 con il conte Giacomo Giannuzzi Savelli è tra i fondatori della Cooperativa di doppiaggio O.D.I., con studi in via Vicenza 5 a Roma, in cui lavorerà anche come direttore di doppiaggio, svolgendo un lavoro alternativo alla C.D.C.. Lavoreranno nell'impresa vari attori assidui nella prosa radiofonica Rai come Arnoldo Foà, Ubaldo Lay, Vittorio Sanipoli, Paolo Ferrari, Anna Miserocchi, Gemma Griarotti e Adriana Parrella.
Nella stagione 1952-53 viene scritturato nella Compagnia del Teatro d'Arte Italiano dove incontra Vittorio Gassman per importanti spettacoli come lo shakespeariano Amleto e il Tieste di Seneca, poi ha positive esperienze recitando a fianco della Brignone e di Gianni Santuccio, di Benassi e della Adani, quindi con la Vitti e Sbragia, fino alla stagione 1958-59 in cui riesce ad ottenere il nome in ditta con la costituzione della compagine D'Angelo-Zoppelli-Giovampietro. Nella stagione 1963-1964 ottiene probabilmente il successo più significativo della sua carriera ne Il diavolo e il buon Dio di Sartre allo Stabile di Genova, per la regia di Squarzina. Nel cinema ha una carriera piuttosto discontinua, ottenendo talvolta ruoli importanti, e in altri casi così insignificanti da non poter essere neanche classificati come di carattere o di fianco. È uno dei tanti ottimi attori italiani che non ha mai ottenuto un ruolo di primissimo piano.

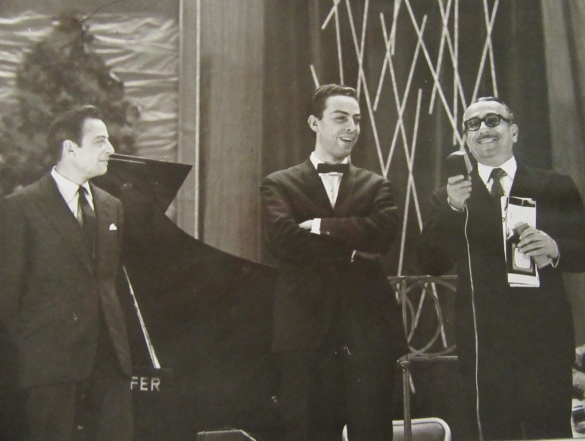
Carlo D'Angelo sul palco del Teatro Nuovo di Salsomaggiore Terme con Daniele Piombi e Peppino De Filippo negli anni sessanta

La nascente televisione lo utilizza molto meglio affidandogli ruoli corposi e significativi soprattutto in sceneggiati di grande impatto popolare come Jane Eyre da Charlotte Brontë diretto da Majano (1957), Le avventure di Nicola Nickleby da Dickens diretto da D'Anza (1958), Canne al vento della Deledda diretto da Mario Landi (1958), regista che gli affida ruoli da protagonista nella riduzione televisiva de I drammi marini di Eugene O'Neill (1962), La luna dei Caraibi, Zona di guerra, Lungo viaggio di ritorno. Nel 1963 è la voce narrante in Delitto e castigo, di Anton Giulio Majano. Guglielmo Morandi gli affida ruoli da protagonista assoluto nell'originale di Romildo Craveri L'esca (1958) e nello sceneggiato Il vicario di Wakefield (1959), cui fa seguito per la regia di Carlo Lodovici e sempre da protagonista il trittico in tre episodi de I grandi processi della storia: Processo a Luigi XVI, Processo a Maria Antonietta e Processo a Danton (1962); poi prende parte ad un altro sceneggiato diretto da Silverio Blasi e scritto da Giorgio Prosperi, Vita di Michelangelo (1964).
Nel 1967 è fra gli interpreti de Il Novelliere negli episodi Serata con Cesare Pavese e Serata con Somerset Maugham diretti da Daniele D'Anza. Interpreta anche parecchie commedie ridotte per il piccolo schermo, come Tra vestiti che ballano di Rosso di San Secondo per la regia di Claudio Fino (1955), Il cavaliere senza armatura di Calvino diretto da Morandi, Capitano dopo Dio di Jan de Hartog per la regia di Mario Landi (1960), il pirandelliano Enrico IV per la regia di Sandro Bolchi (1961), Il capanno degli attrezzi di Graham Greene anche questo diretto da Bolchi (1963), Il piccolo Eyolf di Ibsen diretto da Silverio Blasi (1965) e l'originale di Andrea Barbato Sfida per Cuba diretto da Piero Schivazappa (1967).
Nel 1946 si è sposato con Wanda Mori, sorella del collega Renato, dalla quale ha avuto due figlie, Miriam e Cristina. Verso la fine della sua carriera cinematografica è apparso in un western all'italiana con lo pseudonimo Charles of Angel. Muore il 9 giugno 1973, all'età di 54 anni, dopo 25 giorni di ricovero nella clinica chirurgica dell'ospedale Sant'Orsola di Bologna, dove era stato sottoposto ad intervento chirurgico allo stomaco.

## Filmografia

### Cinema

Carlo D'Angelo con Anna Miserocchi nella commedia di Graham Greene Il capanno degli attrezzi diretta da Sandro Bolchi (1963)

Carlo D'Angelo nei panni di padre Tichon nello sceneggiato televisivo I demoni diretto da Sandro Bolchi (1972)

- La primadonna, regia di Ivo Perilli (1943)
- Uomini senza domani, regia di Gianni Vernuccio (1948)
- Guglielmo Tell, regia di Giorgio Pàstina (1948)
- Ho sognato il paradiso, regia di Giorgio Pàstina (1948)
- Lorenzaccio, regia di Raffaello Pacini (1951)
- Clandestino a Trieste, regia di Guido Salvini (1951)
- Perdonami!, regia di Mario Costa (1953)
- Pietà per chi cade , regia di Mario Costa (1953)
- Adriana Lecouvreur, regia di Guido Salvini (1955)
- La ladra, regia di Mario Bonnard (1955)
- La rivale, regia di Anton Giulio Majano (1955)
- La regina delle piramidi, regia di Howard Hawks (1955)
- La canzone più bella, regia di Ottorino Franco Bertolini (1956)
- I sogni nel cassetto, regia di Renato Castellani (1956)
- Terrore sulla città, regia di Anton Giulio Majano (1956)
- I vampiri, regia di Riccardo Freda (1957)
- L'ultima violenza, regia di Raffaello Matarazzo (1957)
- Erode il grande, regia di Arnaldo Genoino e Viktor Turžanskij (1958)
- Ercole e la regina di Lidia, regia di Pietro Francisci (1959)
- La grande guerra, regia di Mario Monicelli (1959)
- David e Golia, regia di Ferdinando Baldi (1959)
- Tutti a casa, regia di Luigi Comencini (1960)
- Un giorno da leoni, regia di Nanni Loy (1961)
- Tiro al piccione, regia di Giuliano Montaldo (1961)
- Nefertite, regina del Nilo, regia di Fernando Cerchio (1961)
- Il pianeta degli uomini spenti, regia di Antonio Margheriti (1961)
- Rosmunda e Alboino, regia di Carlo Campogalliani e Romolo Guerrieri (1961)
- Dieci italiani per un tedesco (Via Rasella), regia di Filippo Walter Ratti (1962)
- Gli eroi del doppio gioco, regia di Camillo Mastrocinque (1962)
- Il processo di Verona, regia di Carlo Lizzani (1962)
- Romeo e Giulietta, regia di Riccardo Freda (1964)
- New York chiama Superdrago, regia di Giorgio Ferroni (1965)
- 1000 dollari sul nero, regia di Alberto Cardone (1966)
- Il grande silenzio, regia di Sergio Corbucci (1968)
- Il processo Cuocolo, regia di Gianni Serra (1969)

### Televisione

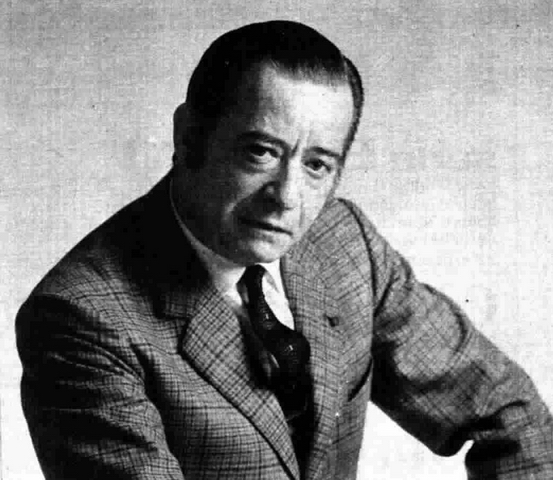
Una delle ultime immagini di Carlo D'Angelo

- Jane Eyre, regia di Anton Giulio Majano (1957)
- Le avventure di Nicola Nickleby, regia di Daniele D'Anza (1958)
- Canne al vento, regia di Mario Landi (1958)
- Jazz freddo, episodio di Aprite: polizia!, regia di Daniele D'Anza (1958)
- Il vicario di Wakefield, regia di Guglielmo Morandi (1959)
- Vita di Michelangelo, regia di Silverio Blasi (1964)
- Luisa Sanfelice, regia di Leonardo Cortese (1966)
- Tenente Sheridan, episodio Recita a soggetto, regia di Leonardo Cortese (1967)
- Il complotto di luglio, regia di Vittorio Cottafavi (1967)
- Caravaggio, regia di Silverio Blasi (1967)
- I fratelli Karamazov, regia di Sandro Bolchi (1969)
- Il crogiuolo, regia di Sandro Bolchi (1971)
- I demoni, regia di Sandro Bolchi (1972)
- Il viaggio di Astolfo, regia di Vito Molinari (1972)

## Prosa radiofonica Eiar
- Spiegazione del mondo a mio figlio, commedia di Giorgio Scerbanenco, regia di Enzo Ferrieri, trasmessa il 4 aprile 1942
- La scuola delle mogli, commedia di Moliere, regia di Enzo Ferrieri, trasmessa il 29 aprile 1943
- Dramma a vent'anni, radiodramma di Giana Anguissola, regia di Pietro Masserano Taricco, trasmesso il 16 giugno 1943

## Prosa radiofonica Rai
- Adelchi, di tragedia di Alessandro Manzoni, regia di Enzo Ferrieri, (1950)
- Giovanna e i suoi giudici di Thierry Maulnier, regia di Guido Salvini, trasmessa il 1º novembre 1951.
- La scarpetta di raso, di Paul Claudel, regia di Guglielmo Morandi, trasmessa il 28 maggio 1952.
- Cristoforo Colombo, poema radiofonico di Alberto Savinio, regia di Anton Giulio Majano, trasmessa il 8 ottobre 1952
- Manfredi, di Byron, regia di Pietro Masserano Taricco, trasmessa il 14 giugno 1953
- Medea, tragedia di Euripide, regia di Eugenio Salussolia, trasmessa il 30 giugno 1953
- Ieronimo, radiodivertimento di Ermanno Carsana, regia di Pietro Masserano Taricco, trasmesso il 9 agosto 1953
- L'aquila a due teste di Jean Cocteau, regia di Guglielmo Morandi, trasmessa il 19 ottobre 1953.
- Allarme al deposito, radiodramma di Renzo Rosso, regia di Umberto Benedetto, trasmesso il 27 dicembre 1954.
- Questi ragazzi, commedia di Gherardo Gherardi, regia di Umberto Benedetto, trasmessa il 14 marzo 1955
- Britannico, di Jean Racine, regia di Corrado Pavolini, trasmessa il 13 gennaio 1956
- Capitano dopo Dio, commedia di Jan De Hartog, regia di Pietro Masserano Taricco, trasmessa il  16 ottobre 1956
- Il salotto, di  William Weaver, regia di Giulio Pacuvio, trasmessa il 15 maggio 1957
- Intercessione per Ismay, radiodramma di Gian Franco Luzi, regia di Marco Visconti. trasmesso il 5 gennaio 1960

## Prosa televisiva Rai
- Il conte di Alarcos, dramma di Jacinto Grau, regia di Enzo Convalli, trasmessa il 21 febbraio 1956.
- Il serpente a sonagli di Edoardo Anton, regia di Anton Giulio Majano, trasmessa il 19 ottobre 1956.
- La torre sul pollaio di Vittorio Calvino, regia di Alberto Gagliardelli, trasmessa il 18 dicembre 1959.
- Processo a Maria Antonietta, regia di Belisario Randone, trasmessa il 18 gennaio 1962.
- Tra vestiti che ballano, dramma di Pier Maria Rosso di San Secondo, regia di Giacomo Colli, trasmessa il 5 novembre 1965.

## Doppiaggio

### Cinema
- Robert Cummings in È tempo di vivere
- Robert Taylor in Quo vadis
- Sean Connery in La tenda rossa
- Stewart Granger in Le miniere di re Salomone
- Warren Oates in Barquero
- John Gielgud in Falstaff
- Harry Andrews in Quella notte inventarono lo spogliarello
- Ed Begley in Impiccalo più in alto
- Henry Fonda in Lo strangolatore di Boston
- Lee J. Cobb in L'uomo dalla cravatta di cuoio
- Leslie Nielsen in Il pianeta proibito
- Ronald Reagan in Pancho il messicano
- Patrick Macnee in Les Girls
- Glenn Ford in Terrore sul treno
- Andrew Keir in Attacco alla costa di ferro
- Leif Erickson in Gli invasori spaziali
- Barry Sullivan in Terrore nello spazio
- Alain Cuny in Uomini contro
- Jun Tazaki in Il ritorno di Godzilla
- Jack Elam in La via del West
- Philip Bourneuf in Il compromesso
- Robert F. Hoy in La vita corre sul filo
- Andrew Faulds in Dolci vizi al foro
- George Kennedy in Bandolero!
- Alexander Knox in Agente 007 - Si vive solo due volte
- Miloš Kopecký in Il barone di Munchausen
- Voce del crocifisso in Don Camillo e i giovani d'oggi
- Voce narrante in Noi due soli
- Franco Fabrizi in Carica eroica
- Christian Marin in Una ragazza a Saint-Tropez
- Joseph Wiseman in Io sono la legge
- James Todd in Le ali delle aquile
- Philip Dorn in La grande fiamma
- Emilio Cigoli in Giuramento d'amore
- Raymond Massey in Scala al paradiso
- Vincent Price in 20.000 leghe sotto la terra
- Edmond O'Brien in La belva dell'autostrada

### Film d'animazione
- Bob Nolan in Lo scrigno delle sette perle
- Shere Khan in Il libro della giungla
- Voce narrante in Vip - Mio fratello superuomo

### Sceneggiati televisivi
- Voce narrante in Delitto e castigo
- Roy Boysen in Odissea

## Discografia parziale

### Album
- 1962 - La Divina Commedia: Inferno, Purgatorio, Paradiso / Dante Alighieri (Collana Letteraria Documento, LP) con Arnoldo Foà, Achille Millo, Giorgio Albertazzi, dicitori
- 1968 - Le pagine d'oro della poesia italiana, vol. 13 (Selezione dal Reader's Digest/CLC)
- 1970 - Foscolo (Cetra, CLC 0846, LP) con Vittorio Gassman e Paolo Carlini
- 1972 - Preghiere non cristiane (Fonit Cetra, LPZ 2035)
- Elena Guerra - Fuoco sul mondo (Edizioni Paoline, CT 222) con Elena Zareschi
- 1974 - Assalto allo Spazio - Poesie di Franz Maria D'Asaro. 45 giri - edizioni EMI

### Singoli
- Manzoni - Adelchi (Cetra, CL 0458, 7") con Vittorio Gassman
- 1960 - Giuseppe Giusti (Cetra, CL 0463, 7")
- 1960 - Torquato Tasso (Cetra, CL 0473, 7")
- 1961 - Alfieri - Saul (Cetra, CL 0471, 7")
- 1961 - Poliziano (Cetra, CL 0474, 7")
- 1962 - Parini - Odi (Cetra, CL 0487, 7")
- 1964 - Boiardo - L'Orlando innamorato (Cetra, CL 0508, 7")
- Le due vie/Gloria a te Signore (Edizioni Paoline, DF 33.4, 7")
- Fedeltà premiata (Edizioni Paoline, DF 33.1, 7")
- Cantico delle creature/Terra e cielo (Edizioni Paoline, DF 33.7, 7")
- L'anima di ogni cosa/Gli orizzonti della speranza (Edizioni Paoline, DF 33.9, 7")
- Miti e poemi eroici - Vol. 4 (R.A.D.A.R. Editrice)

### Musicassette
- 1979 - Il Vangelo: testo concordato (Edizioni Paoline, n. 1/8 MC)  con musica di Renzo Rossellini

## Doppiatori
- Renato Turi in Pietà per chi cade, La rivale, La regina delle piramidi, Rosmunda e Alboino
- Emilio Cigoli in I vampiri, Gli eroi del doppio gioco
- Bruno Persa in Ho sognato il paradiso
- Gualtiero De Angelis in L'ultima violenza
- Giulio Panicali in Ercole e la regina di Lidia
- Nando Gazzolo in Romeo e Giulietta
- Arturo Dominici in 1000 dollari sul nero